# Xtra TV
«Xtra TV» — закритий міжнародний бренд платного цифрового супутникового телебачення, який стартував у вересні 2011 року і першим запустив на ринку України послугу супутникового телебачення на умовах передплати (pre-paid). Інвестиції у «Xtra TV» становили $50 мільйонів. Компанія ISTIL заявила що вона не планує отримувати ліцензію Національної ради з питань телебачення і радіомовлення, пояснюючи це тим що їхній аплінк знаходиться на території Словенії, він не входить в ISTIL Group. Абоненти «Xtra TV» мали можливість безкоштовного призупинення послуги, наприклад, на період відпустки або відрядження. Сигнал, що несе телеканали, поширюється з супутників Amos 3/7, Astra 4A та Eutelsat 9B. 
Для отримання послуги необхідно було придбати операторський тюнер з маркуванням «УТБ» або тюнер «Xtra TV Box» або модуль умовного доступу, який сумісний з багатьма телевізорами з підтримкою форматів DVB-S2/MPEG-4/HD і CI-слотом та супутниковими ресиверами (такими як Vu+, Openbox, abCryptobox, Amiko), що підтримують роботу модулей з кодуванням Verimatrix. Станом на січень 2020 року для України «Xtra TV» пропонував сім тематичних пакетів.
З 1 червня 2012 року до пропонованих «Xtra TV» пакетів телеканалів було додано «Футбол» та «Футбол+», які були офіційними броадкастерами Євро-2012.
17 жовтня 2012 року на урочистій церемонії вручення премій «Media & Sat Leaders 2012», супутникове телебачення «Xtra TV» було удостоєне призу в номінації «Найкраща платформа платного супутникового телебачення».
23 жовтня 2013 року «Xtra TV» повторив це досягнення.
1 червня 2015 року платформа «Xtra TV» оголосила про часткове припинення діяльності (провайдер ретранслював лише 2 канали: «Футбол 1» та «Футбол 2»). Основною причиною цього є девальвація національної валюти, що впливає на збільшення операційних витрат. У зв'язку з економічною кризою і необхідністю оптимізації існуючих бізнес-процесів, компанія DTH Broadcast Services Limited вирішила вийти з бізнесу DTH і перестати бути постачальником послуг оператора Xtra TV.
Влітку 2015 року стало відомо, що медіаконгломерат Ріната Ахметова Медіа Група Україна придбали «Xtra TV».
З 10 грудня 2018 року більшість телеканалів платформи «Xtra TV» були відключені на картах умовного доступу і доступними залишилися SD-версії телеканалів «Футбол 1» та «Футбол 2» на супутнику Astra 4A. З 1 квітня 2019 року карти умовного доступу були повністю відключені.